# Edgar Barreto
Édgar Osvaldo Barreto Cáceres (Asunción, 1984. július 15. –) paraguayi válogatott labdarúgó, aki jelenleg az UC Sampdoria játékosa.